# Hasseris
Hasseris er en bydel og et kvarter i det sydvestlige Aalborg. Hasseris planområde har et indbyggertal på 11.685 (2016) og planområdet har et areal på 10 km2. Sognet udgjorde indtil kommunalreformen 1970 Hasseris kommune, men blev ved denne tilsluttet Aalborg kommune. Bydelen er i særlig grad karakteriseret ved to bebyggelser: den gamle landsby, kaldet "Hasseris Villaby" mellem Aalborg Centrum og det nyere parcelhuskvarter "Gammel Hasseris" og "Holberg-kvarteret".
I Gl. Hasseris forsøger byplanlæggere at opretholde landsbykarakter, mens Hasseris ønskes udviklet som en haveby/havekvarter med grønne områder og beplantning. Som eksempel herpå kan nævnes Holberg-kvarteret omkring Rotunden. Det største grønne område er Mølleparken, der ligger i det oprindelige Hasseris.
Bydelen råder over enkelte detailhandelsforretninger, servicevirksomheder (advokat-, ejendomsmæglerfirmaer etc.) et bibliotek samt flere dagligvaresupermarkeder i centerområdet Hasseris Bymidte og to folkeskoler (Gammel Hasseris Skole og Stolpedalsskolen). Endvidere ligger Hasseris Gymnasium i bydelens sydlige periferi.
Hasseris sogn har naturligvis sin kirke, over for hvilken biskoppen over Aalborg Stift har sin relativt nybyggede embedsbolig. Kirken er – som adskillige bygninger i Hasseris og Aalborg – tegnet af arkitekt Einar Packness.
Hasseris har siden slutningen af 1800-tallet og begyndelsen af 1900-tallet haft ry for at være velhavernes kvarter. Dette skyldtes, at adskillige af Aalborgs velbeslåede indbyggere byggede sommerbolig uden for byen. Hasseris har den dag i dag stadig ry for at være for de mere velhavende, og det er svært at købe bolig i Hasseris som førstegangskøber.
Den nærliggende cementfabrik har haft indflydelse på kvarterets topografi, idet dens kalkudgravninger resulterede i dannelsen af en dyb sø, kaldet Nordens Kridtgrav.

## Eksterne Henvisninger
- Hasseris Grundejerforening
- Gammel Hasseris Landsbyforening Arkiveret 19. juli 2011 hos  Wayback Machine

## Fodnoter
1. ↑  Defineret som Aalborg Kommunes Planområde 5A Hasseris
2. ↑  Aalborg Kommune, Statistik om folketal 2009